# Calodexia panamensis
Calodexia panamensis là một loài ruồi trong họ Tachinidae.